# Вестфонна
Вестфонна (норв. Vestfonna — «западный ледник») — северо-западная часть ледникового покрова острова Северо-Восточная Земля (архипелаг Шпицберген, Норвегия).
Вестфонна расположена между Валенбергфьордом и северным побережьем острова; покрывает площадь около 2500 км², максимальная высота — 637 м. Мощность льда в центре покрова достигает 120 м, снегонакопление превышает 1000 мм в год. На юге, юго-западе и северо-западе (местами) ледники спускаются к морю.